# Rhodinicola elongata
Rhodinicola elongata is een eenoogkreeftjessoort uit de familie van de Clausiidae. De wetenschappelijke naam van de soort is voor het eerst geldig gepubliceerd in 1878 door Levinsen.